# 第六軍團 (美國)
美國第六軍團（英語：Sixth United States Army）是美國陸軍的一個軍團，第六軍團於1943年1月成立，這是在西南太平洋執行「側手翻行動」的主要力量，行動結束後佔領新幾內亞，直到1944年10月美國第八軍團接替。
1944年10月第六軍團下轄的第十軍和第二十四軍在菲律賓進攻雷伊泰島。在鞏固雷伊泰島後，12月進攻民都洛島。1945年1月9日第一軍及第十四軍入侵林加延灣。接著與美國第八軍團共同掃蕩呂宋島。
第六軍團原本要成為沒落行動的地面部隊，但在日本投降後計畫取消。第六軍團佔領日本一段時間後，返回美國本土，駐紮在舊金山要塞，負責訓練陸軍部隊，直到1995年6月第六軍團解編。
2008年7月16日重啟，並與美國南方陸軍合併。